# محمود عمر بن عاطف
محمود عمر محمد بن عاطف هو مواطن يمني معتقل إداريًا خارج نطاق القانون في معتقل غوانتانامو الأمريكي في كوبا. الرقم التسلسلي الخاص به هو 202، ولد في عام 1980، في مكة المكرمة، بالمملكة العربية السعودية.
وصل إلى غوانتانامو في 7 فبراير 2002، وظل هناك حتى 7 يناير 2016. تم نقله والمعتقل اليمني خالد محمد صالح الدوبي إلى غانا، حيث كانا أول شخصين يتم تحويلهما إلى بلد آخر غير بلد جنسيتهما.

## وصلات خارجية
- من هم السجناء المتبقين في غوانتانامو، الجزء الثاني: اُعتقل في أفغانستان (2001) أندي ورثينجتون، 17 سبتمبر 2010.